# NGC 2997
NGC 2997は、ポンプ座の方角に約4000万光年離れた位置にある正面を向いた非棒状渦巻銀河である。NGC 2997銀河群の中で最も明るい。
NGC 2997は、イオン化した水素の熱い巨大な雲の鎖に核が囲まれていることで特に有名であり、James BinneyとScott Tremaineの著書Galactic Dynamicsの初版の表紙を飾った。